# Congrès de la Soummam
Pour les articles homonymes, voir Soummam (homonymie).
 (février 2019).
Si vous disposez d'ouvrages ou d'articles de référence ou si vous connaissez des sites web de qualité traitant du thème abordé ici, merci de compléter l'article en donnant les références utiles à sa vérifiabilité et en les liant à la section « Notes et références ».
Le congrès de la Soummam est un congrès du FLN qui s'est tenu dans la clandestinité pendant la guerre d'Algérie, organisé du 13 août au 20 août 1956 au village d'Ifri dans l'actuelle commune d'Ouzellaguen en Algérie. 
Le congrès réunit les principaux dirigeants de la révolution, Larbi Ben M'hidi (zone V, président du Congrès), Abane Ramdane (coordinateur d'Alger, secrétaire du Congrès), Youcef Zighoud (zone II), Krim Belkacem (zone III), Amar Ouamrane (zone IV), Lakhdar Bentobal, Slimane Dehilès, Commandant Azzedine, Si Lakhdar, Ali Khodja et Ali Mellah (zone VI). Mostefa Ben Boulaïd (zone I) n'a pu être présent lors du congrès, car mort au combat cinq mois auparavant, et la délégation extérieure dirigée par Ahmed Ben Bella n'a pu rejoindre le territoire. 
Le congrès de la Soummam est l'acte majeur structurant de la révolution algérienne, s'est tenu pour structurer et organiser la révolution, lui donner une assise nationale et révolutionnaire et lui assurer une présence sur le plan international. Le congrès dote la révolution d'organes de délibération et d'organisation le Conseil national de la Révolution algérienne (CNRA) et le Comité de coordination et d'exécution (CCE). 
« Le congrès de la Soummam nous a donné ce formidable sentiment que nous avions déjà un État », déclara quelques années plus tard Ali Lounici, officier de l'ALN à la wilaya IV.

## Contexte
Les dirigeants FLN ressentirent le besoin de coordonner et de structurer la révolution qui souffre d'absence d'une plate-forme politique cohérente et de l'autonomie des zones. 
La tenue du congrès était prévue à la base  à la Kalâa des Aït Abbès, symbole de la résistance à l'occupation française lors de l'insurrection de 1871 menée par El Mokrani et El Haddad.
Le 2 août 1956, à la nuit tombée un groupe composé de la délégation de la zone IV Ouamrane, Saddek Dhilès accompagnés de Krim Belkacem, Saïd Mohammedi et d'autres maquisards s'apprête à traverser Oued Sahel. Vers 21 h, un accrochage a lieu avec une patrouille de goumiers à Tassift Imoussiwen entre Chorfa et Tazmalt. Mohammedi Saïd était le seul à monter sur une mule. Aux premiers coups de feu, il est tombé par terre. Son compagnon était blessé à la cuisse. Lorsque le groupe a été accroché, Abderrahmane Mira s'est jeté derrière un tronc d’arbre et a riposté avec son Colt, Krim Belkacem a également riposté avec son révolver font fuir les goumiers. Effrayée par les coups de feu la mule a pris la fuite, emportant sur son dos son précieux chargement de documents. Elle est allée tout droit vers une ferme de colons à Tazmalt qui abritait un poste militaire. Ceux-ci sont tombés entre les mains de l'armée française. Par mesure de précaution, Krim Belkacem et les autres chefs ont préféré s'éloigner de la Kalâa et il fallait en urgence arrêter un autre lieu, puisque les délégations commençaient à arriver. 
La tenue du premier congrès du FLN eut lieu dans le village d'Ifri ; le choix de ce village, au milieu de ses chemins difficilement accessibles et des montagnes fortement boisées, n'est pas fortuit, il a été minutieusement étudié. Cette région très boisée est encerclée par une chaîne de montagnes qui s'étend jusqu'à la forêt d'Akfadou, d’où une facilité de repli en cas de danger et ce malgré une forte présence des troupes de l'armée française sur l'axe de Tazmalt à Béjaïa .
À partir du 11 août 1956, les chefs de la révolution des différentes zones ont commencé à arriver à Ouzellaguen pour se rendre ensuite à Ifri en parcourant plusieurs kilomètres à pied à travers les montagnes et forêts denses.

## Déroulement
Les travaux du congrès se sont déroulés du 13 au 20 août une semaine et furent présidés par Larbi Ben M'hidi, assisté de Abane Ramdane en qualité de secrétaire général. Après une étude approfondie du bilan de 22 mois de processus révolutionnaire présentés par les délégués de chaque zone (hormis la zone I et la délégation extérieure lesquelles n'avaient pas pu assister). La région sud avait, quant à elle, transmis son rapport au congrès.
La rédaction des procès-verbaux et des résolutions du congrès se tient dans le plus grand secret dans la chambre d'à côté ; Tahar Amirouchène et Hocine Salhi sont chargés de la dactylographie des manuscrits ramenés au fur et à mesure de la chambre des congressistes. Devant la porte de la chambre qui abrite les rédacteurs, Saïd Mohammedi monte la garde et faisait la navette entre la chambre des chefs congressistes et celle des rédacteurs.

## Résolutions

### Le découpage et la délimitation en wilaya
Après le congrès de la Soummam, l'Algérie est divisée en six « wilayas » ou états-majors. Une wilaya est divisée en zones. Chaque zone est divisée en régions. La région est divisée en secteurs. Les territoires de chacune des wilayas, zones et secteurs sont découpés et les limites définitivement tracées. Alger et ses proches banlieues constituent une zone autonome. 

### Organisation des PC de wilaya
La wilaya est dirigée par un conseil de wilaya sous l’autorité d’un colonel, chef politico-militaire, assisté de trois adjoints avec le grade de commandant, chargés des différentes missions : militaire, politique, renseignements et liaisons. La zone est dirigée par un capitaine assisté de trois lieutenants, prenant chacun en charge les différentes missions. La même organisation est appliquée au secteur dont le commandant est un adjudant assisté de trois sergents-chefs. 

### Unités de combat
Le congrès définit les unités de combat. La plus importante unité de combat est la compagnie (katiba) composée de 110 combattants. Elle est divisée en sections (ferka) ; une section peut réunir 35 hommes et est elle-même divisée en plusieurs groupes (fawdj) avec 11 hommes. Cette organisation n’est pas rigide. Les officiers de l'ALN disposent de la latitude d’adapter leur organisation en fonction des impératifs de la lutte sur le terrain qui peuvent varier selon les régions et les tactiques imposées par l’ennemi. Les combattants pourront mener des opérations concertées qui réuniront plusieurs katibas pour mener ponctuellement des opérations communes. Dans d'autres circonstances, ils éclateront leurs forces en petits groupes qui se fonderont dans la nature pour échapper aux opérations de ratissage et mener des actions de harcèlement rapides et répétées pour faire éclater et disperser les forces ennemies. Le congrès fit de la mission de renseignements et liaisons une tâche essentielle de l’action armée où la réussite de toute opération militaire exigeait une bonne connaissance des forces ennemies et une grande capacité de mouvement.

### Conseil national de la Révolution algérienne (CNRA)
La révolution est dotée d'organes de délibération et d'organisation (parlement du FLN). Un Conseil national de la Révolution algérienne (CNRA) est institué, composé de 34 membres dont 17 titulaires et 17 suppléants. Il joue le rôle de direction suprême du mouvement. Il prend des décisions d'orientation politique, militaire, économique et sociale, en même temps que celle d'une assemblée législative, symbole de la souveraineté nationale. Il est l'organe dirigeant de la révolution, seul habilité à ordonner un cessez-le-feu et à négocier l'indépendance.
Plusieurs titulaires étaient absents ou morts et furent nommés.
- Mostefa Ben Boulaïd ;
- Rabah Bitat ;
- Mohamed Boudiaf ;
- Mohamed Khider ;
- Hocine Aït Ahmed ;
- Mohamed Lamine Debaghine ;
- Aïssat Idir ;
- Ferhat Abbas ;
- M'Hamed Yazid ;
- Benyoucef Benkhedda ;
- Ahmed Taoufik El Madani ;
- Ahmed Ben Bella.

Membres suppléants 
- L’adjoint de Ben Boulaïd ;
- Lakhdar Bentobal ;
- Saïd Mohammedi ;
- Slimane Dehilès ;
- Abdelhafid Boussouf ;
- Ali Mellah ;
- Saâd Dahlab ;
- Salah Louanchi ;
- Mohammed-Seddik Benyahia ;
- Abdelhamid Mehri ;
- Tayeb Thaâlibi ;
- Mohammed Lebdjaoui ;
- Ahmed Francis ;
- Aïssa Ben Atallah ;
- UGTA (à désigner par le CCE) ;
- Brahim Mezhoudi ;
- Abdel-Malek Temmam.

### Comité de coordination et d'exécution (CCE)
Le congrès désigne un organe de direction de cinq membres, le Comité de coordination et d’exécution (CCE) qui siège à Alger. Les membres titulaires sont :
- Abane Ramdane ;
- Belkacem Krim ;
- Larbi Ben M’Hidi ;
- Benyoucef Benkhedda ;
- Saâd Dahlab.

Source : « L’apport de Ramdane Abbane à la Révolution » – Benyoucef Benkhedda

### Relations entre l'ALN et le FLN
« La primauté du politique sur le militaire » constitue l'un des fondements du congrès. La primauté sera accordée au politique par rapport au militaire et, dans les centres de commandement, il appartient au chef militaire politique de veiller à la préservation de l’équilibre entre les différentes branches de la révolution.

### Relations entre l’extérieur et l'intérieur
La primauté sera accordée à l'intérieur par rapport à l'extérieur tout en respectant le principe de la direction collégiale.

### Conditions d’un cessez-le-feu
Le congrès de la Soummam définit les conditions d'un cessez-le-feu par la reconnaissance de la nation algérienne indivisible, la reconnaissance de l'indépendance de l'Algérie et de sa souveraineté.

## Plate-forme de la Soummam
Le congrès de la Soummam définit les buts de guerre : « Il ressort que, vu notre situation, nos buts de guerre sont politico-militaires :
L'affaiblissement total de l’armée française, pour lui rendre impossible une victoire par les armes. La détérioration sur une grande échelle de l'économie colonialiste par le sabotage, pour lui rendre impossible l'administration normale du pays. La perturbation au maximum de la situation en France sur le plan économique et social pour rendre impossible la continuation de la guerre. L'isolement politique de la France en Algérie et dans le monde. »
Face à la propagande de la France qui accusait le FLN d'être au service d’une puissance étrangère, la plate-forme de la Soummam définit ainsi la révolution : « La Révolution algérienne est un combat patriotique dont la base est incontestablement de caractère national, politique et social. Elle n'est inféodée ni au Caire, ni à Londres, ni à Moscou, ni à Washington ».

## Conflits
La délégation extérieure installée au Caire et dirigée par Ahmed Ben Bella remettra en cause certaines décisions d'ordre politique telles la primauté du politique sur le militaire et celle de l’intérieur sur l’extérieur. La stratégie adoptée par le congrès de la Soummam dans le respect de la déclaration du 1er novembre 1954 s'oppose à toute forme de tutelle extérieure notamment la mainmise du nassérisme sur la révolution algérienne. L'influence égyptienne sur la révolution algérienne sera effective dès la tenue du Conseil national de la Révolution algérienne (CNRA) au Caire en août 1957 et l'assassinat au Maroc d'Abane Ramdane en décembre de la même année.
La direction de la révolution algérienne connaîtra des conflits (entre pro-nassériens et indépendantistes)[réf. nécessaire].

## Héritage
À l'indépendance, les deux principes de primauté de l'intérieur sur l'extérieur et du politique sur le militaire sont balayés durant la crise de l'été 1962 quand Ahmed Ben Bella, Houari Boumédiène et l'armée des frontières l'emportent sur le GPRA et les wilayas de l'intérieur.
Depuis le début des manifestations de 2019 en Algérie, les manifestants (le Hirak) se réfèrent aux conclusions du congrès de la Soummam et réclament la primauté du politique sur le militaire, scandant « Dawla madania machi âskaria » (« État civil et non militaire »).